# Бонго језик
Бонго језик (такође и бунгу или дор) је језик из породице нило-сахарских језика, грана бонго-багирми. Њиме се служи око 11.000 становика из околине градова Тонџ и Вав у Јужном Судану. Бонго језик користи латинично писмо и састоји се из неколико сличних дијалеката.